# Гаммельби
Гаммельби (нем. Gammelby) — община в Германии, в земле Шлезвиг-Гольштейн. 
Входит в состав района Рендсбург-Экернфёрде. Подчиняется управлению Виндеби.  Население составляет 556 человек (на 31 декабря 2010 года). Занимает площадь 8,3 км².